# Aeroportul Regional Greater Cumberland
Aeroportul Regional Greater Cumberland (IATA: CBE, ICAO: KCBE, FAA LID: CBE) este un aeroport din Virginia de Vest, Statele Unite ale Americii ce deservește zona Cumberland. Aeroportul a fost tranzitat în 2019 de 2 pasageri. A fost numit după zona deservită.
Situat la o altitudine de 236 m, aeroportul dispune de 2 piste.

## Infrastructură

### Piste
Aeroportul dispune de 2 piste. Pista 5/23 are suprafața de asfalt și dimensiunile 5.048 picioare × 150 picioare. Pista 11/29 are suprafața de asfalt și dimensiunile 2.442 picioare × 150 picioare. 